# Milan Urban (1960)
Milan Urban (* 30. března 1960 Praha) je český architekt a politik člen SPD, v letech 2002 až 2006, 2010 až 2014 a opět od roku 2022 zastupitel Prahy.

## Život
Narodil se v březnu 1960. Je vystudovaný architekt a prakticky celý život se tímto povoláním živí. Působil jak v Česku, tak v Německu, Velké Británii a do roku 2018 i ve Spojených arabských emirátech. V minulosti působil jako předseda dozorčí rady Pražské plynárenské.
Je ženatý a má tři děti. Kromě českého má také britské občanství. Hovoří plynně anglicky a německy.

### Politické působení
Ve sněmovních volbách v roce 2002 byl lídrem kandidátní listiny strany Cesta změny ve Středočeském kraji, ale nebyl zvolen. V komunálních volbách v roce 2002 kandidoval jako člen strany Cesta změny na 15. místě kandidátní listiny subjektu Demokraté Jana Kasla jako nominant Evropských demokratů na funkci zastupitele Prahy 2. Nebyl zvolen, stal se osmým náhradníkem. Zároveň kandidoval na 3. místě kandidátní listiny stejného subjektu do zastupitelstva Prahy; v těchto volbách byl úspěšný a stal se tak pražským zastupitelem. V evropských volbách v roce 2004 kandidoval na 30. místě kandidátní listiny subjektu SNK sdružení nezávislých a Evropští demokraté jako člen Evropských demokratů. Nebyl zvolen, stal se 27. náhradníkem.
V komunálních volbách v roce 2006 kandidoval na 12. místě kandidátky SNK Evropských demokratů jako člen SD-SN, ale nebyl zvolen. V roce 2009 se stal členem TOP 09, za kterou v komunálních volbách v roce 2010 úspěšně kandidoval na 4. místě kandidátní listiny na funkci pražského zastupitele. Poté kandidoval také v sněmovních volbách v roce 2013 na 35. místě kandidátky strany v Praze. Nebyl zvolen, stal se 28. náhradníkem. V komunálních volbách v roce 2014 kandidoval na funkci zastupitele pražské městské části Praha-Šeberov. Nebyl zvolen, stal se ale prvním náhradníkem.
V roce 2020 se do politiky vrátil, tentokrát však jako zástupce hnutí SPD. V senátních volbách v roce 2020 za hnutí kandidoval v senátním obvodu č. 27 – Praha 1. Se ziskem 3,32 % hlasů skončil na šestém místě a do druhého kola voleb nepostoupil. Ve sněmovních volbách v roce 2021 kandidoval již jako člen hnutí SPD na 7. místě kandidátní listiny strany na funkci poslance Poslanecké sněmovny PČR. Získal 346 preferenčních hlasů a skončil jako 6. náhradník.
V komunálních volbách v roce 2022 kandidoval jako lídr kandidátní listiny formace SPD, Trikolora, Hnutí PES a nezávislí společně pro Prahu a byl opět zvolen zastupitelem Prahy. Posléze se stal předsedou zastupitelského klubu SPD v Praze. Zároveň kandidoval v senátních volbách v roce 2022, a to konkrétně v senátním obvodu č. 19 – Praha 11. Získal 5 157 hlasů (tj. 13,34 %), skončil na čtvrtém místě a do druhého kola voleb tak nepostoupil. V evropských volbách v roce 2024 figuroval na 4. místě kandidátní listiny koalice SPD a Trikolora. Získal 2 543 preferenčních hlasů a skončil tak jako třetí náhradník. Poté kandidoval v senátním obvodu č. 17 – Praha 12. Získal 1 270 hlasů (tj. 4,35 %), ale již v prvním kole voleb vyhrál dosavadní senátor Pavel Fischer.
Ve sněmovních volbách v roce 2025 kandiduje na 2. místě kandidátní listiny hnutí SPD v Praze.